# Армягово

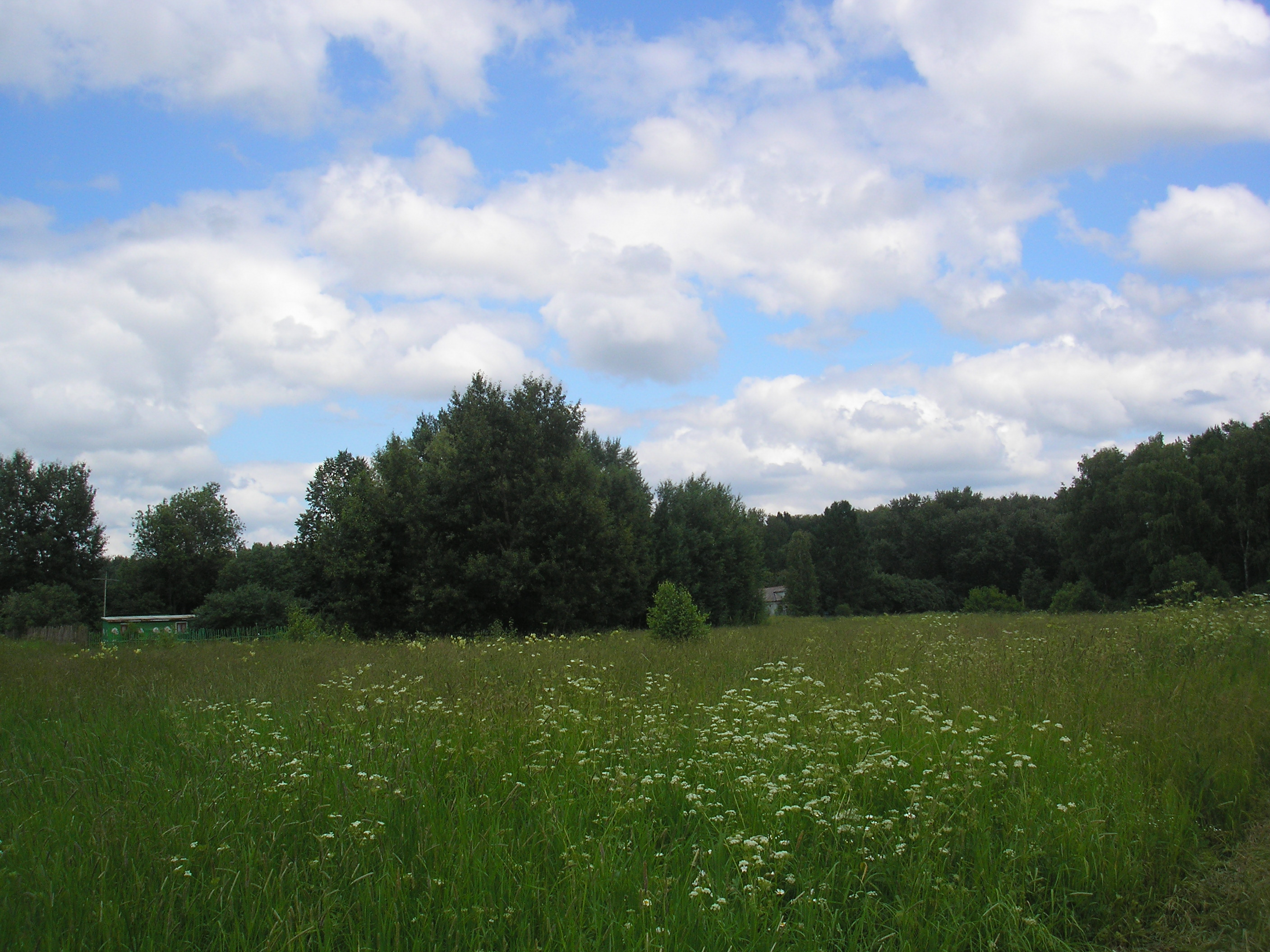

Армягово — деревня в муниципальном округе Истра Московской области России.

## География
Находится примерно в 18 км на север от Истры на берегу Истринского водохранилища. До заполнения водохранилища находилось при р. Чёрной.
Ближайшие крупнейшие населенные пункты: деревни Пятница (2 км на север), Лопотово (3 км на восток), Алёхново (4 км на юг). Рядом находятся: деревни Лечищево (1 км на юго-восток), Дьяково (1 км на запад), Рождествено (2 км на северо-запад), Исаково (2 км на северо-восток), Якунино (3 км на запад).
Высота над уровнем моря 172 м.

## История
До упразднения уездно-губернского деления Армягово входило в состав Пятницкой волости Звенигородского уезда.
После административно-территориальной реформы Армягово с 12 июля 1929 года в образованном Воскресенском районе с центром в городе Воскресенске в составе Московского округа Московской области.
Во время Великой Отечественной войны в декабре 1941 года проходили ожесточенные бои, деревни Армягово и Новоселово были освобождены 365-й стрелковой дивизией под командованием полковника Д.Ф.Алексеева.
До 2017 года входила в состав Бужаровского сельского поселения Истринского муниципального района. Законом Московской области от 22 февраля 2017 года № 21/2017-ОЗ, 11 марта 2017 года все муниципальные образования Истринского муниципального района были преобразованы, путём их объединения, в городской округ Истра.
С 1 января 2025 года городской округ Истра преобразован в муниципальный округ Истра.

## Население
| 2002 | 2006 | 2010 |
| ---- | ---- | ---- |
| 0    | →0   | →0   |

### Историческая численность населения
По данным Списка населённых мест Российской империи по сведениям 1859—1873 годов проживали 125 человек, из них 61 мужчина, 64 женщины.

## Инфраструктура
Дачи.
Была индивидуальная застройка усадебного типа. К 1913 году зафиксировано 29 дворов (Список населённых мест Московской губернии 1913 года), в середине XIX века — 19 дворов (Список населённых мест Российской империи по сведениям 1859—1873 годов).

## Транспорт
Ближайшая остановка общественного транспорта «Поворот на Якунино» находится примерно в 1 300 метрах.